# Kerssenbrock

Wappen derer
von Kerssenbrock

Kerssenbrock, auch Kerßenbrock, ist der Name eines alten ostwestfälischen und lippischen Adelsgeschlechts. Die Herren von Kerssenbrock gehören zum Uradel im Ravensberger Land. Zweige der Familie bestehen bis heute.

## Geschichte

### Herkunft
Erstmals urkundlich erwähnt wird das Geschlecht im Jahre 1265 mit Johannes Kersebroke als Drost der Grafen von Ravensberg. Mit ihm beginnt auch die Stammreihe. Frühere Schreibweisen des Namens waren Kersenbroik, Kersenbruck, Kerstenbruck, Kärsenbruck, Kerssenbruch oder Kessebrock. 1298 tritt wiederum ein Johann von Kersebroke als Ritter und Burgmann zu Ravensburg in Erscheinung.
Kerßenbrock, das gleichnamige Stammhaus der Familie, ist heute eine Bauerschaft von Wellingholzhausen, ein Stadtteil von Melle im Landkreis Osnabrück in Niedersachsen. Dort befanden sich die frühesten lehnsfreien Besitzungen derer von Kerssenbrock.
Zeitweise agierte das Adelsgeschlecht um 1500/1510 zwischenzeitlich im Baltikum.

### Ausbreitung und Persönlichkeiten
Im 16. Jahrhundert teilte sich das Geschlecht in eine katholische und eine protestantische Linie.

#### Kerssenbrock (evangelische Linie)

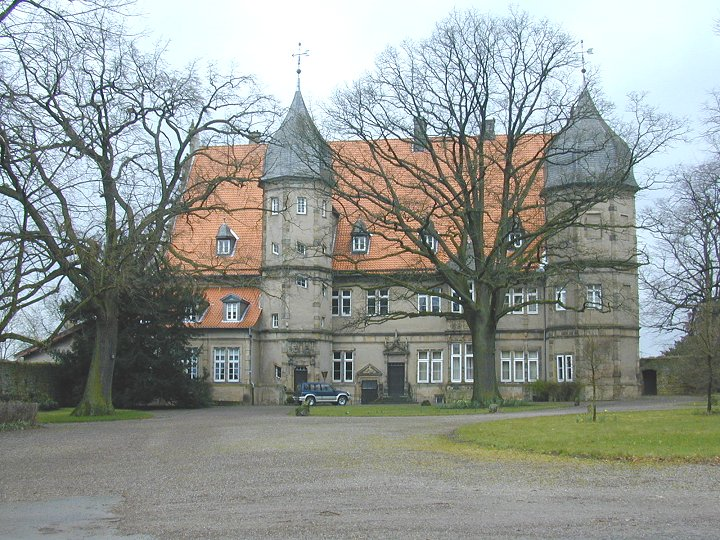
Kerßenbrocksches Schloss. Barntrup, seit dem 16. Jahrhundert im Besitz derer von Kerssenbrock

Hauptsitz der evangelischen Linie ist Schloss Barntrup in der ehemaligen Grafschaft Lippe, das sich noch heute in Familienbesitz befindet.
Franz Christoph († 1576) und Philipp von Kerssenbrock, die Urenkel von Franz von Kerssenbrock, Stifter des Hauses zu Barntrup, begründeten die beiden Häuser zu Wierborn (heute Ortsteil von Barntrup) und Barntrup. Der Zweig zu Wierborn erlosch bald, von den sieben Söhnen des Franz Christoph heiratete nur Franz Caspar von Kerssenbrock, der ohne Nachkommen verstarb. Philipp von Kerssenbrock konnte den Stamm mit elf Söhnen fortsetzen. Sohn Bernhard Simon von Kerssenbrock, hessen-kasselscher Generalleutnant, besaß die Güter Barntrup, Wierborn und Helbra. Von seinen 20 Kindern überlebte ihn nur sein Sohn Gottlieb Friedrich Achatz von Kerssenbrock. Er war der Stammvater aller späteren Nachkommen der evangelischen Linie. Von seinen beiden Söhnen, die den Stamm fortsetzen konnten, wurde Bernhard Simon von Kerssenbrock hessen-kasseler Kammerherr und Friedrich August von Kerssenbrock Domküster zu Minden, lippischer Drost und Landrat. Sie waren die Begründer der I. und II. Linie des Hauses Kerssenbrock. Die Nachkommenschaft des Bernhard Simon von Kerssenbrock, des Begründers der I. Linie, erlosch mit dem Tod seines Enkels Bernhard nach 1875.
Die II. Linie teilte sich in den vom preußischen Landrat Wilhelm von Kerssenbrock gegründeten 1. Ast, der mit dem Tod seines Sohnes Bernhard von Kerssenbrock 1872 im Mannesstamm erlosch. Dagegen sind der genealogische zweite Ast dieser II. Linie die weiteren Nachfahren des Achaz von Kerssenbrock-Barntrup und seiner Frau Lucie von Münchhausen, welche nach dem Tod 1912 ihres nicht verheirateten Sohnes und Erben Otto von Kerssenbrock, Exp. des Deutschen Ordens, blieben. Dies sind nämlich die überlebenden Familienangehörigen des Raban von Kerssenbrock und der Sidonie von Krosigk-Rathmannsdorf († 1938), die im 1. Weltkrieg mit Franz und Achatz zwei Söhne als junge Offiziere verloren. Die Nacherben ihres jüngsten Bruders Ernst von Kerssenbrock (* 1901; † 1945) und seiner Ehefrau Elisabeth-Charlotte von Klot-Heydenfeld gehen bis zu den heutigen Kerssenbrock-Generationen, wiederum über den Sohn Achatz Raban Wolfgang von Kerßenbrock (* 1934; † 2023).

#### Kerssenbrock von Krosigk
Dedo von Krosigk (* 1925; † 2008) Botschaftsrat, Neffe und Adoptivsohn der Lucie von Kerssenbrock (* 1898; † 1983), auf Barntrup erhielt am 1. September 1972 eine adelsrechtliche Nichtbeanstandung der Namensform von Kerssenbrock von Krosigk durch Beschluss des Ausschusses für adelsrechtliche Fragen der Deutschen Adelsverbände Marburg an der Lahn sowie einer amtsgerichtlichen Bestätigung im gleichen Jahr. Das Rittergut Barntrup ist somit heute im Besitz des Krosigk’schen Mannesstammes. Die Glieder bleiben von der Abstammung her zu den Krosigk zugehörig.

#### Korff genannt Schmising-Kerssenbrock (katholische Linie)
Die katholische Linie, in deren Besitz sich unter anderem Schloss Brincke befand, gelangte mit mehreren Angehörigen in die Hochstifte Paderborn, Osnabrück und Hildesheim, in denen sie hohe geistliche Ämter bekleideten. Die Linie erlosch am 23. Oktober 1754 mit dem Tod Ferdinands von Kerssenbrock. Er setzte seinen Vetter Fritz Ferdinand Freiherr von Korff als Erben ein. Brincke gelangte als Fideikommiss zusammen mit dem Kerssenbrockschen Namen und Wappen an die von Korff genannt Schmising-Kerssenbrock.

### Besitzungen

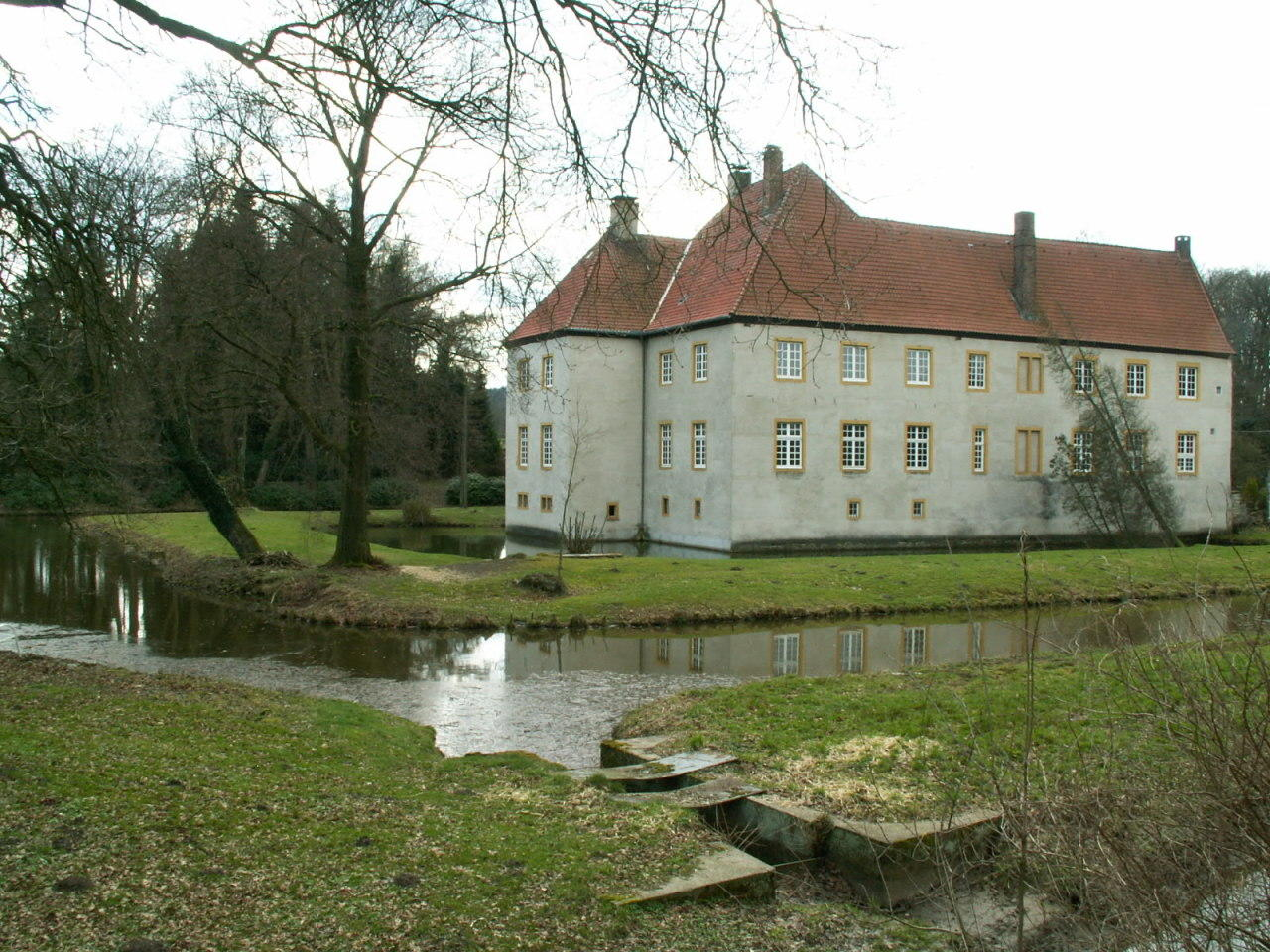
Schloss Brincke, Stammsitz der katholischen Linie (bis 1754)

Zu den bedeutendsten Gütern der Familie gehört das in der zweiten Hälfte des 14. Jahrhunderts erworbene Brincke mit Schloss Brincke in der Grafschaft Ravensberg bzw. in dessen Vogtei Borgholzhausen. Der ravensbergische Burgmann Johann von Kerssenbrock erwarb es 1357 für 600 „vollgewichtige“ Gulden, das waren 2124 g Gold. Das Schloss ist eine der ältesten Wasserburgen in der Grafschaft und gehörte zu den alten landständischen Rittersitzen. Ferdinand von Kerssenbrock wurde 1754 von seinem Vetter Friedrich Ferdinand Freiherr von Korff gen. Schmising beerbt, der den Namen Freiherr von Korff genannt Schmiesing-Kerssenbrock annahm; sein Nachfahre Clemens August, kurfürstlich Kölnischer Rat und fürstbischöflich Münsterscher Obermarschall, wurde 1816 in den preußischen Grafenstand erhoben. Die Grafen von Korff gen. Schmising-Kerssenbrock-Praschma besitzen Haus Brincke bis heute.
Mitglieder der Familie konnten später auch in Hannover und Preußen Grundbesitz erwerben. Der älteste lüneburgische Lehnbrief wurde im Jahre 1639 ausgestellt. Im späteren Königreich Hannover gehörte die Familie durch den Besitz des Gutes Burgdorf zum ritterschaftlichen Adel der lüneburgischen Landschaft. Im Königreich Preußen war seit 1827 Bernhard von Kerssenbrock, preußischer Landrat, auf Helmsdorf, ein alter Besitz und Fideikommiss, und Heiligenthal im ehemaligen Mansfelder Seekreis begütert. Hermann von Kerssenbrock, preußischer Rittmeister im Garde-Kürassier-Regiment, war Herr auf Helbra (als Fideikommiss) im Mansfelder Seekreis, zur gleichen Zeit war auch das Gut Beveringen im ehemaligen Landkreis Saatzig in Pommern in Familienbesitz derer von Kerssenbrock. Otto Graf Kerssenbrock erwarb 1932 in Schleswig-Holstein das Gut Tralau. Seit 1948 gehört der Familie die Burg Hopen in Lohne.

## Wappen
Das Wappen zeigt in Gold einen mit drei silber besamten roten Rosen (Lippische Rose) belegten blauen Schrägrechtsbalken. Auf dem Helm mit blau-goldenen Helmdecken ein offener, goldener Flug, der mit dem Balken je einwärts belegt ist.

## Namensträger
- Gisela von Kerssenbrock († um 1300) (Codex Gisle)
- Johann von Kerssenbrock (Ritter) (13./14. Jahrhundert)
- Riquin von Kerssenbrock († 1498), Domherr in Münster und Paderborn
- Rembert von Kerssenbrock (* 1474; † 1568), Fürstbischof von Paderborn
- Hermann von Kerssenbrock (* 1519; † 1585), langjähriger Leiter des Gymnasiums Paulinum in Münster (Westfalen)
- Johann von Kerssenbrock (Domherr, † nach 1528), Domherr in Münster
- Johann von Kerssenbrock (Domherr, † nach 1542), Domherr in Osnabrück und in Münster
- Bernhard Simon von Kerssenbrock (* 1639; † 1714), hessischer Generalleutnant
- Friedrich August von Kerssenbrock (* 1738; † 1813), Landrat, Domküster von Minden, Drost, auf Mönchshof etc.
- Karl von Kerssenbrock (1750–1829), Abt des Klosters Liesborn
- Wilhelm von Kerssenbrock (* 1771; † 1827), preußischer Landrat
- Franz von Korff gen. Schmising-Kerssenbrock (* 1781; † 1850), preußischer Landrat
- Julia von Korff gen. Schmising-Kerssenbrock (1790–1836), westfälische Gräfin
- Bernhard von Kerssenbrock (* 1800; † 1872), preußischer Landrat
- Hermann von Kerssenbrock  (* 1811; † 1864), königlich preußischer Oberst Garde-Husaren-Regiment Nachf.
- Ferdinand von Korff gen. Schmising-Kerssenbrock (* 1817; † 1891), preußischer Landrat
- Friedrich von Korff gen. Schmising-Kerssenbrock (* 1820; † 1889), preußischer Jurist und Landrat
- Hubertus von Kerssenbrock (* 1932), Orgelbauer
- Trutz Graf Kerssenbrock (* 1954), Politiker (CDU)
- Dedo von Kerssenbrock-Krosigk (* 1967), Kunsthistoriker, seit 2008 Leiter Glasmuseum Hentrich, Museum Kunstpalast, Düsseldorf
- Cornelia von Kerssenbrock (* 1970), deutsche Dirigentin und Kirchenmusikerin